# Maximum Fighting Championship
Maximum Fighting Championship (MMA) est une fédération canadienne de combat libre.